# Sung-jüan
Sung-jüan (čínsky pchin-jinem Sōngyuán, znaky 松原) je městská prefektura v Čínské lidové republice, kde patří k provincii Ťi-lin. Celá prefektura měla roku 2020 přes 2,2 milionu obyvatel a rozlohu 21 179 čtverečních kilometrů.

## Poloha
Sung-jüan leží na západě Ťi-linu; hraničí na západě s prefekturou Paj-čcheng, na severu s provincií Chej-lung-ťiang, na východě s městem Čchang-čchun, na jihu s prefekturou S’-pching a na jihozápadě s autonomní oblastí Vnitřní Mongolsko. 

## Administrativní členění
Městská prefektura Sung-jüan se člení na pět celků okresní úrovně, a sice jeden městský obvod, jeden městský okres, dva okresy a jeden autonomní okres.
| Ning-ťiang městský okres · Fu-jü okres · Čchang-ling okres · Čchien-an Přední gorloský mongolský · autonomní okres |                        |                       |                    |                                  |
| Název | Název                  | Počet obyvatel (2020) | Rozloha km² (2020) | Hustota zalidnění (obyv. na km²) |
| český přepis | znaky                  | Počet obyvatel (2020) | Rozloha km² (2020) | Hustota zalidnění (obyv. na km²) |
| Městský obvod |                        |                       |                    |                                  |
| Ning-ťiang | 宁江区                 | 713 430               | 1 469              | 455                              |
| Městský okres |                        |                       |                    |                                  |
| Fu-jü | 扶余市                 | 475 017               | 4 360              | 109                              |
| Okresy |                        |                       |                    |                                  |
| Čchang-ling | 长岭县                 | 451 620               | 5 736              | 79                               |
| Čchien-an | 乾安县                 | 205 542               | 3 519              | 58                               |
| Autonomní okres |                        |                       |                    |                                  |
| Přední gorloský mongolský autonomní okres                                                                          | 前郭尔罗斯蒙古族自治县 | 407 385               | 5 995              | 68                               |
| |                        |                       |                    |                                  |
| Celkem | Celkem                 | 968 373               | 17 416             | 56                               |